# 하이날카 키랄리
하이날카 키랄리(프랑스어: Hajnalka Kiraly, 1971년 3월 2일~) 또는 하이날카 키랄리피코(프랑스어: Hajnalka Kiraly), 키라이 허이널커(헝가리어: Király Hajnalka)는 헝가리 태생 프랑스의 펜싱 선수로 주 종목은 에페이다. 헝가리와 프랑스 국가대표로 활동했으며 2004년 하계 올림픽에서 프랑스 대표로 여자 에페 단체전 동메달을 획득했다. 또한 세계 선수권 대회에서 금메달 2개를 획득했다.

## 개인사
배우자는 프랑스 펜싱 국가대표 출신인 파트리크 피코이다.